# سیارک ۲۰۰۷۰
سیارک ۲۰۰۷۰ (به انگلیسی: 20070 Koichiyuko، نامگذاری: 1993XL) بیست هزار و هفتادمین سیارک کشف شده‌است که در ۸ دسامبر ۱۹۹۳ کشف شد.